# ドリーム・アーツ
株式会社ドリーム・アーツは、1996年12月に設立された大企業向けクラウドサービス開発を主とするSaaSプロバイダ。提供サービスは、大企業向けデジタル化クラウド「SmartDB（スマートデービー）」。多店舗ビジネスを支援するクラウドサービス「Shopらん」など。
特に大規模な企業・組織向けの製品の企画・開発・販売を行っており、ノーコード・ローコードで開発できるワークフローシステム、企業情報ポータルといったカテゴリを超えた情報系システム全般を包括するソリューションを提供している。

## 沿革
- 1996年12月 - 株式会社ドリーム・アーツ設立。
- 1997年4月 - デジタル画像加工サービス事業「DreamCollection」を開始。
- 1999年2月 - 「INSUITE 99」の販売を開始。
- 2000年9月 - 「INSUITE One」の販売を開始。
- 2001年12月 - 業務拡大に伴い、広島市中区に開発拠点「広島ラボ」開設。
- 2002年7月 - 「INSUITE Enterprise」の販売を開始。
- 2004年11月 - 業務ソリューション「ひびき」シリーズを発表。
- 2007年
  - 8月 - 中国・大連に子会社を設立。
  - 12月 - 企業内大学DreamArtsUniversityを開校。
- 2008年
  - 1月 - 株式会社ネクスウェイと、多店舗経営を支援するSaaSソリューション「店舗matic」を発表。
  - 4月 - 企業内大学DreamArtsUniversity第二段として、MOT（技術経営学）カレッジを開講。
  - 7月 -「INSUITE Enterprise」のiPhoneへの全面対応を発表。
- 2010年11月 - 多店舗オペレーションクラウドサービス「Shopらん」の提供を開始
- 2012年1月 - 株式会社インデックス沖縄の株式を取得し、株式会社ドリーム・アーツ沖縄が発足。本社を恵比寿ガーデンプレイスタワーに移転。
- 2013年9月 - クラウドサービス「YUKARi（ゆかり）」を発表。
- 2016年
  - 11月 - エンタープライズチャットサービス「知話輪（ちわわ）」提供開始。
  - 12月 - おりづるタワーに「広島本社」を開設。
- 2017年
  - 2月 - Webデータベース「ひびきSm@rtDB」の最新版でエンタープライズチャットサービス「知話輪（ちわわ）」と連携。
  - 4月 - 情報システム部門の新しい働き方を推進するクラウドサービス「DreamArtsクラウドサービス（DCS）」を発表。
- 2018年2月 - 次世代型インテリジェントクラウドDB「hibiki（ひびき）」を発表。
- 2019年1月 - 創業以来はじめて、コーポレート・ミッションとスローガンを刷新。
- 2020年11月 - 大企業のDXを加速させる新生「InsuiteX」を発表。
- 2021年7月 - 株式会社ドリーム・アーツ沖縄を吸収合併。
- 2023年10月 - 東京証券取引所グロース市場へ上場[2]。

## 主な製品
- 大企業向けデジタル化クラウド「SmartDB」
- 多店舗ビジネスを支援するクラウドサービス「Shopらん」
- 大企業の働き方を変えるビジネスコックピット「InsuiteX」

## 関連企業
- 夢創信息（大連）有限公司（DAチャイナ）

## 特記事項
- 三浦雄一郎のアコンカグア登頂プロジェクト「MIURA Aconcagua 2019」のメインスポンサー（2019年）
- 財団法人日本盲導犬協会の法人賛助会員として盲導犬育成事業を支援